# Britamontes

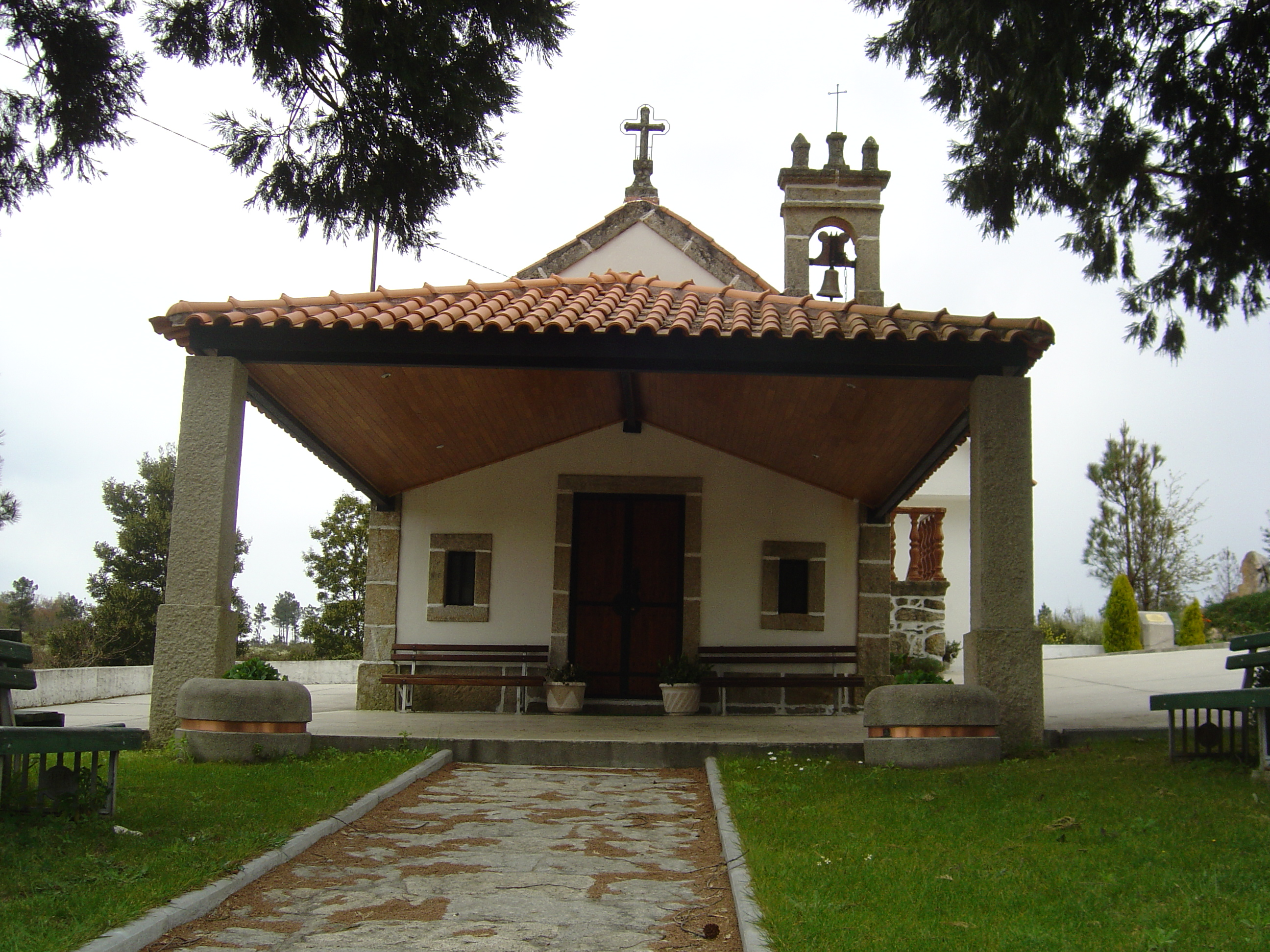
Capela de Britamontes

Britamontes é uma povoação da freguesia portuguesa de Mundão, no concelho de Viseu.
Antes do topónimo Britamontes, esta povoação foi conhecida por «Terra dos Moinhos». Não se sabe donde provém o nome Britamontes. Possivelmente em virtude da grande predominância de rochas-pedreiras na zona, brita-nos-montes, tenha ficado conhecida por este nome. Uma prova disso é que a maior parte das casas estão construídas sobre rochas.

## Luís Coelho e Britamontes
Britamontes teve a sua história marcada pela figura do senhor Luís Coelho e de sua filha Maria dos Anjos. Era quase um senhor feudal, e a maior parte destas terras lhe pertenciam. Conhecida como pessoa venerável, de respeito e bondoso, todos o estimavam pelos favores que prestava. Conta-se que nos seus bolsos trazia sempre um pouco de pão e algumas moedas para oferecer aos desfavorecidos que encontrava pelo caminho quando se deslocava a pé a Viseu. Sempre bem disposto, as suas palavras denotavam o prazer e orgulho de ser aquilo que era.
Em promessa à Santíssima Trindade edificou a Capela de Britamontes em 1923 destinada ao culto particular da família. Em 13 de Maio de 1959 os descendentes de Luís Coelho doaram a capela com todas as suas alfaias à paróquia de Mundão. De grande valor histórico e documental a assinalar esse milagre é a pintura ex-voto representativa de toda a ação da fé forte do senhor Luís Coelho centrada na sua promessa.
Luís Coelho era tio de José Coelho, reputado arqueólogo e investigador viseense.